# Santo Domingo de Guzmán (El Salvador)
Santo Domingo de Guzmán (Nawat: Witzapan, in klassischer Nahuatl-Schreibweise Huitzapan) ist ein Municipio in El Salvador im Departamento Sonsonate.
Es liegt 69 Kilometer westlich von San Salvador, nahe der Grenze zu Ahuachapán.

## Name
Der Nawat-Name Witzapan bedeutet „Fluss der Dornen“. 
Der Wortstamm witz heißt „Dorn“ und apan „Fluss“, letzteres kann aber auch im übertragenen Sinne „im Überfluss“ bedeuten.

## Geschichte
Das alte Huitzapan wurde von Pipil nördlich der heutigen Ortschaft gegründet. Um etwa 1200 kam es unter die Herrschaft von Cuzcatlan.
Nach der Eroberung durch die Spanier 1528 wurde der Ort 1572 den Dominikanern von Sonsonate unterstellt, die dem Ort den Namen Santo Domingo gaben. Um 1770 wurde Santo Domingo der Parroquia Nahuizalco zugeordnet. Das Dorf hatte zu dieser Zeit 146 Einwohner. Von 1821 bis 1823 gehörte Santo Domingo zu Guatemala und ab 1824 zum salvadorianischen Departamento Sonsonate. 1890 hatte es 1026 Einwohner.
1932 lag Santo Domingo im Aufstandsgebiet, in dem sich Bauern gegen die Großgrundbesitzer und die Militärherrschaft von General Maximiliano Hernández Martínez erhoben. Santo Domingo de Guzmán, in dem es praktisch nur Pipil, also keine Ladinos und keinen Kaffeeanbau gab, war jedoch an diesem Aufstand nicht direkt beteiligt, sehr wohl war es aber von der nachfolgenden Unterdrückung der indigenen Kultur betroffen. Nach der Niederschlagung des Aufstands kam es zur Matanza, einem Massaker, dem Anfang 1932 in ganz El Salvador etwa 30.000 Menschen zum Opfer fielen. Das Nawat (Pipil), das bis dahin die Sprache der ganzen Bevölkerung Santo Domingos gewesen war, wurde verboten. Wer Nawat sprach oder traditionelle Kleidung trug, begab sich damals in Lebensgefahr, weil Menschen auf Grund dieser Unterscheidungsmerkmale getötet worden.

## Pipil-Kultur heute
Nach der letzten Volkszählung El Salvadors 2007 hat Santo Domingo den höchsten Anteil an Muttersprachlern der Pipil-Sprache Nawat, der letzten verbliebenen indigenen Sprache El Salvadors, doch sind auch dies hiernach nur 35 von landesweit 97 Sprechern, bei insgesamt 7055 Einwohnern ein halbes Prozent der örtlichen Bevölkerung. Der Nawat-Lehrer Genaro Ramírez Vázquez zählte zu selber Zeit im Municipio 133 Sprecher. Dies entspräche einem Anteil von knapp zwei Prozent. Der Linguist Jorge Lemus von der Universität Don Bosco in San Salvador wiederum schätzt 2010, dass von den seiner Meinung nach etwa 200 Muttersprachlern in ganz El Salvador über 80 % Einwohner von Witzapan seien. Die längere Erhaltung des Nawat erklärt er mit der Isolierung Witzapans, das erst seit wenigen Jahren Verkehrsanschluss über eine befestigte Straße hat.
Witzapan ist ein Zentrum der Bemühungen um die Rettung der Sprache und Kultur der Pipil. Genaro Ramírez Vázquez (* 1933), Vorsitzender der Initiative zur Wiedererlangung der Nawat-Sprache (Iniciativa para la Recuperación del Idioma Náhuat) IRIN und Direktor des Kulturhauses, lebt hier. Auf Grund der Bemühungen der indigenen Organisation Asociación Coordinadora de Comunidades Indígenas de El Salvador (ACCIES), der IRIN-Initiative und der Universität Don Bosco in San Salvador wird trotz fehlender staatlicher Programme an einigen Schulen im Departement Sonsonate Nawat unterrichtet, finanziert durch die Fundación Círculo Solidario. In Witzapan lernten 2008 an der Primarschule 166 Schüler bei einem Lehrer Nawat. Das Projekt läuft seit 2003. Im August 2010 wurde hier außerdem in Zusammenarbeit mit der Universität Don Bosco und dem Erziehungsministerium ein einsprachig nawatsprachiger Kindergarten eingerichtet, die „Nawat-Wiege“ (Cuna náhuat bzw. Xuchikisa nawat, „wo das Nawat aufblüht“). Hier betreuen vier Muttersprachlerinnen 35 Kinder (Anfang 2011) und sprechen mit ihnen ausschließlich auf Nawat.
Nicht alle Menschen in Santo Domingo de Guzmán finden die Nawat-Revitalisierungsprogamme gut; viele verleugnen nach wie vor ihre indigene Herkunft oder lehnen „rückwärts gewandte“ Indio-Kultur ab. Einige fordern Englisch- statt Nawat-Unterricht oder verspotten Menschen, die auf der Straße Nawat sprechen.

## Politische Gliederung
Die vier Cantone des Municipios Santo Domingo de Guzmán heißen: El Carrizal, El Caulote, El Zope und El Zarzal.